# Louis Joxe
Pour les articles homonymes, voir Joxe.
Louis Joxe, né le 16 septembre 1901 à Bourg-la-Reine et mort le 6 avril 1991 à Paris 1er, est un homme politique français.
Résistant gaulliste durant la Seconde Guerre mondiale, après laquelle il a une carrière de diplomate, il est ministre durant près de dix ans sous la présidence de Charles de Gaulle. Lorsqu'il est ministre d’État des Affaires algériennes, il est le principal négociateur pour la France des accords d'Évian, qui aboutissent à l'indépendance de l'Algérie en 1962. Après celle-ci, sa gestion du rapatriement en métropole des harkis est vivement critiquée par des historiens. 
Il est député UDR/RPR du Rhône, de 1967 à 1977, et ensuite membre du Conseil constitutionnel, jusqu'en 1989.

## Vie familiale

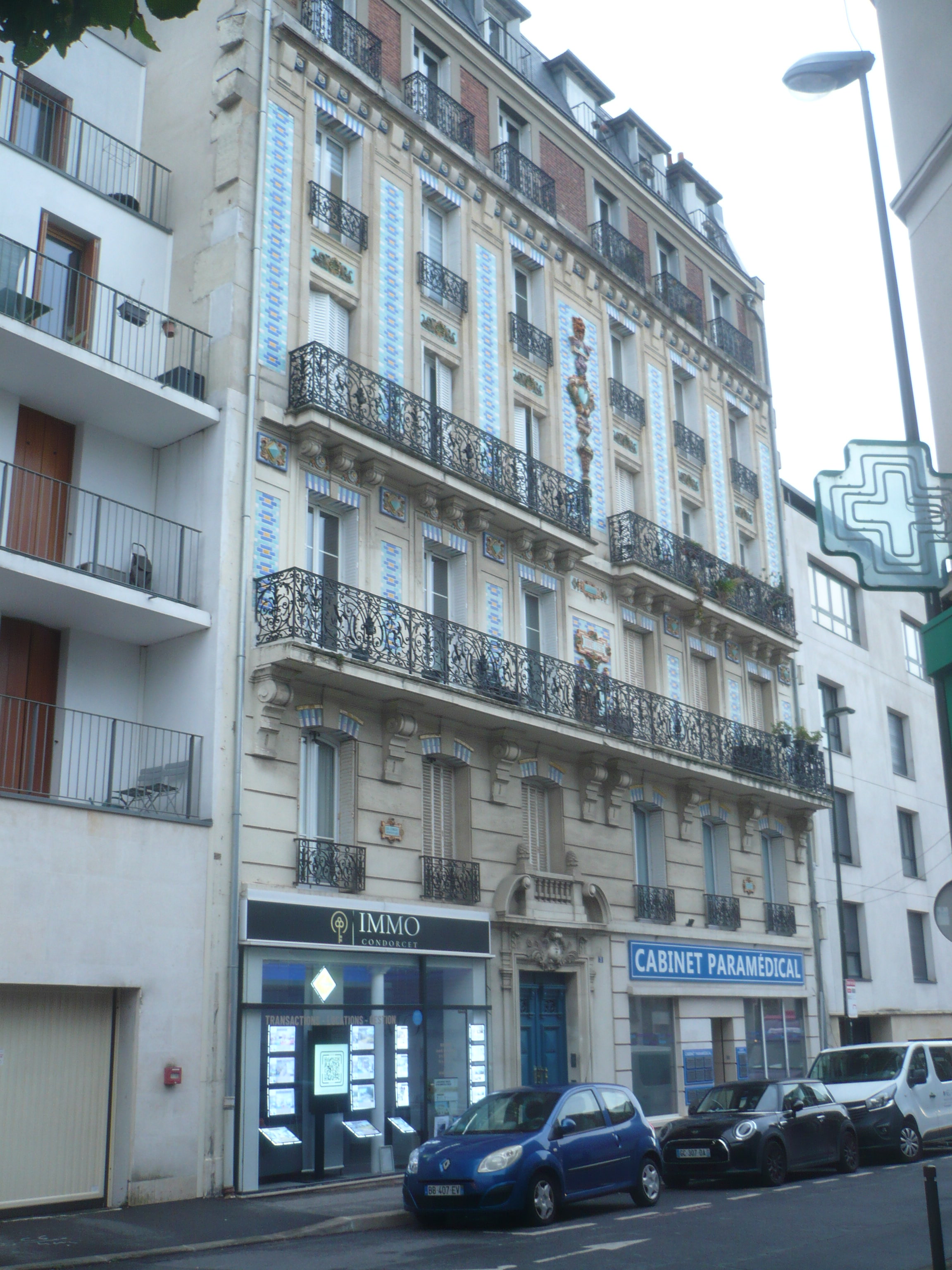
Immeuble du 3, rue Ravon à Bourg-la-Reine.

Louis Joxe naît au 3 de la rue Ravon à Bourg-la-Reine. Il est le fils d’Auguste Joxe (d) (1871-1958) — professeur agrégé de sciences naturelles, lui-même fils d’un menuisier de Pontivy — et de Thérèse Bitschiné (1879-1949). Peu de temps après sa naissance, la famille déménage et s'installe dans un pavillon de la villa Jeanne-d'Arc, toujours à Bourg-la-Reine, commune où il passe toute son enfance et son adolescence, étudiant au lycée Lakanal dans la commune voisine de Sceaux. Il épouse le 9 novembre 1926, à Sucy-en-Brie, Françoise-Hélène Halévy (1900-1993), fille de Daniel Halévy (voir descendance de Louis Breguet) ; elle est de confession protestante. 
Il est le père du sociologue et chercheur en géopolitique Alain Joxe (né en 1931) et de l’homme politique Pierre Joxe (né en 1934).

## Carrières
Louis Joxe est agrégé d'histoire et de géographie en 1925.
Il ne fait qu'un bref passage dans l’enseignement à Metz, de 1925 à 1927, puis devient journaliste à la revue de politique française et internationale L'Europe nouvelle. En 1932, il entre au cabinet de Pierre Cot, qui est sous-secrétaire d’État aux Affaires étrangères, puis à partir de janvier 1933 ministre de l’Air. Il est membre de la délégation officielle accompagnant Cot en URSS du 12 au 22 septembre 1933. En 1935, il est inspecteur des services étrangers de l’agence Havas (future Agence France-Presse). Il fonde la même année, le Centre d'études de politique étrangère, dont il devient le secrétaire général de concert avec Étienne Dennery jusqu'en 1940. Cette structure universitaire servira bien plus tard de base à la création de l'Institut français des relations internationales. 
Sous-lieutenant de réserve dans l'armée de l'Air, il y est mobilisé en 1939 et détaché en novembre au commissariat général à l'information dirigé par Jean Giraudoux. Après l'armistice et alors que se met en place le régime de Vichy, il est limogé en juillet 1940 de l'agence Havas, en raison de ses opinions politiques républicaines, hostiles au pouvoir pétainiste. Il sollicite sa réintégration dans l'éducation nationale et grâce à l'inspecteur Jules Isaac, alors encore en place mais qui sera bientôt lui aussi écarté par Vichy, obtient un poste en Algérie ; il enseigne au lycée Bugeaud d’Alger et œuvre au sein de la Résistance. À partir de l'automne 1943, il professe un cours de relations internationales au Centre d’études politiques et administratives (CEPA), rattaché à l'université d'Alger. Charles de Gaulle nomme Joxe le 9 octobre 1943 secrétaire général du Comité français de libération nationale, puis secrétaire général du Gouvernement provisoire de la République française (1946), et il organise donc depuis le lycée Fromentin d'Alger qui accueille provisoirement l'exécutif, puis Matignon, la restauration de l'État républicain. 
Il reprend ensuite la carrière diplomatique au ministère des Affaires étrangères comme directeur général des relations culturelles. C'est dans ces fonctions qu'il y est amené à tourner une courte scène — y jouant son propre rôle — au côté de Roger Seydoux, dans le film (resté inachevé) Le Voyage en Brésil d'Henri-Georges Clouzot. En juillet 1949, il est nommé membre du Conseil supérieur de la Radiodiffusion française, en remplacement d'Armand Salacrou, démissionnaire. En 1951, il est membre de la délégation française à la Conférence générale de l'UNESCO. Il devient ambassadeur (à Moscou en 1952, à Bonn en 1955), puis secrétaire général du Quai d'Orsay (en 1956). Il est élevé à la dignité d’ambassadeur de France en 1959. 
Puis il est ministre sans interruption de juillet 1959 à mai 1968 dans les gouvernements de Michel Debré et Georges Pompidou. Secrétaire d’État auprès du Premier ministre chargé de la fonction publique du 24 juillet 1959 au 15 janvier 1960, il est chargé de l'Éducation nationale du 15 janvier au 22 novembre 1960 et des Affaires algériennes du 22 novembre 1960 au 28 novembre 1962. Alors que vient d'être déclenchée à Alger la tentative de putsch des généraux, parmi les mesures prises par le pouvoir légal à Paris pour la contrecarrer, le décret n°61-395 du 22 avril 1961 porte déclaration de l’État d'urgence et, le complétant, le n°61-398 de la même date donne à Louis Joxe : « délégation pour prendre en Algérie au nom du gouvernement toutes les décisions qu'imposent les circonstances ». Joxe mène la négociation avec le FLN (voir accords d'Évian), qui conduit à l'indépendance le 3 juillet 1962. Il est à nouveau ministre de l'Éducation nationale, par intérim, du 15 octobre au 28 novembre 1962 après la démission de Pierre Sudreau, ministre de la Réforme administrative du 28 novembre 1962 au 1er avril 1967 et ministre de la Justice du 6 avril 1967 au 31 mai 1968. 
Il est député UDR du Rhône de 1967 à 1977. Le président de l'Assemblée nationale Edgar Faure le nomme, le 22 octobre 1977, membre du Conseil constitutionnel pour y remplacer Henri Rey qui vient de mourir, puis Jacques Chaban-Delmas le confirme le 12 février 1980 à ce poste pour un mandat complet, qui s'achève en février 1989. Le 16 juin 1980, il est élu à l'Académie des sciences morales et politiques, au fauteuil 8 de la section générale, y succèdant à Alexandre Parodi.

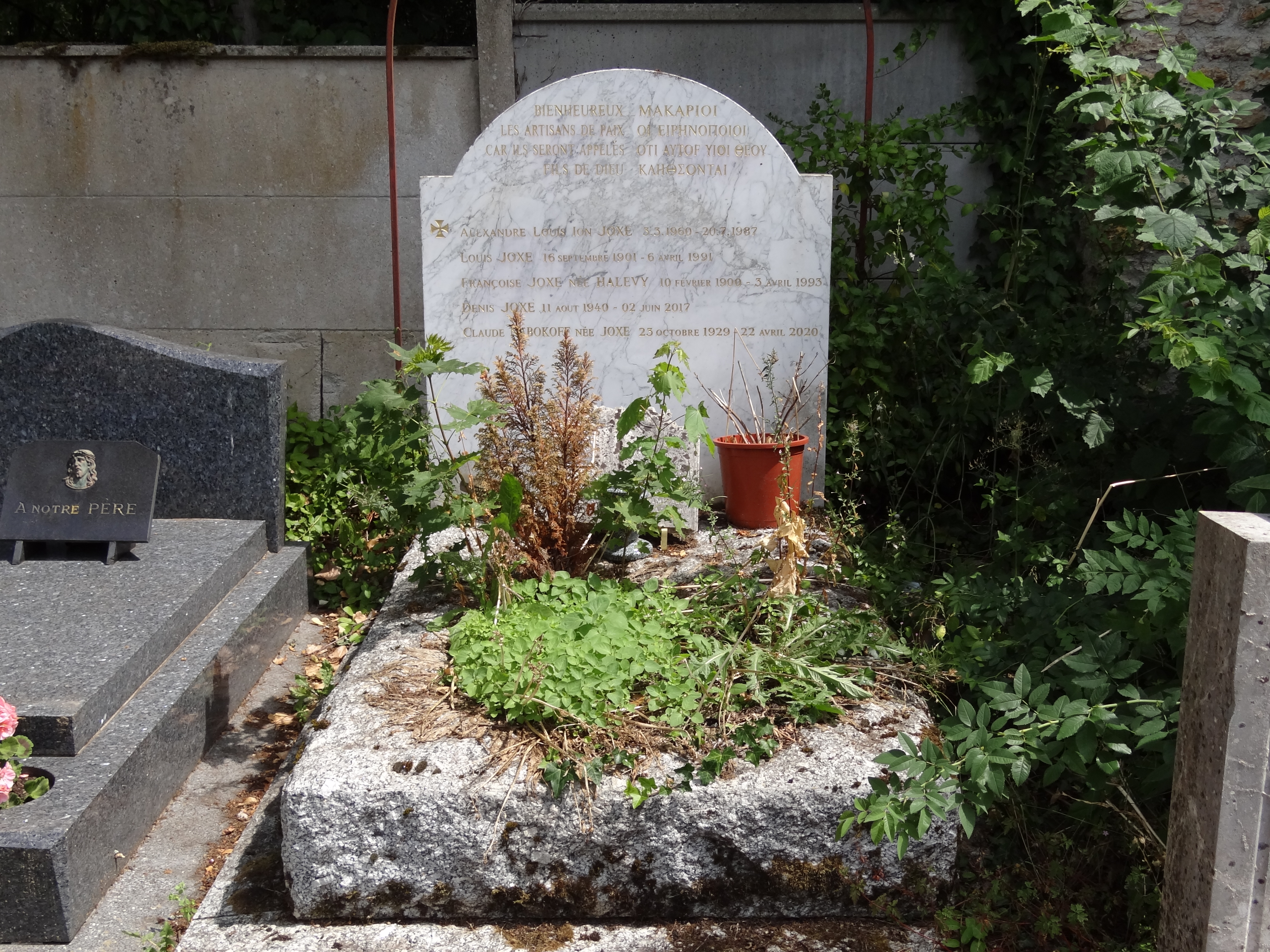
La tombe de Louis Joxe au cimetière de Jouy-en-Josas (Yvelines).

Il meurt le 6 avril 1991. Après des obsèques en l'église Saint-Germain-l'Auxerrois de Paris, il est inhumé au cimetière de Jouy-en-Josas.

## Gestion critiquée du rapatriement en métropole des Harkis
Ministre d’État des Affaires algériennes durant les mois qui suivirent l'indépendance, sa gestion très restrictive du rapatriement en métropole des harkis lui sera vivement reprochée après sa mort par certains historiens. Il est l'auteur notamment de la directive ministérielle du 15 juillet 1962 stipulant : « Je vous renvoie, au fur et à mesure, à la documentation que je reçois au sujet des supplétifs. Vous voudrez bien faire rechercher, tant dans l'armée que dans l'administration, les promoteurs et les complices de ces entreprises de rapatriement, et faire prendre les sanctions appropriées. Les supplétifs débarqués en métropole, en dehors du plan général, seront renvoyés en Algérie, où ils devront rejoindre, avant qu'il ne soit statué sur leur destination définitive, le personnel déjà regroupé suivant les directives des 7 et 11 avril. Je n'ignore pas que ce renvoi peut-être interprété par les propagandistes de la sédition, comme un refus d'assurer l'avenir de ceux qui nous sont demeurés fidèles. Il conviendra donc d'éviter de donner la moindre publicité à cette mesure »,,,. Cette décision aura pour grave conséquence de laisser des harkis au sein d'une population largement hostile, et aux mains du nouveau pouvoir algérien qui ne respectera pas les promesses d'amnistie et de respect des droits de l'homme contenues dans les accords d'Évian. Beaucoup des harkis qui se sont vu interdire la possibilité d'aller en métropole n'échappent pas à la répression et aux massacres qui suivent immédiatement l'indépendance. 
L'historien Pierre Vidal-Naquet concluant à ce propos dans le quotidien Le Monde : « Ce n’est pas par hasard si les harkis sont si peu nombreux à s’être réfugiés en France, des ordres ont été donnés pour éviter un afflux massif […] »,,. 
L'abandon des harkis par les pouvoirs publics français et les consignes de n'effectuer aucun rapatriement massif de supplétifs ont été considérés par Maurice Allais comme « une des plus grandes ignominies, une des plus grandes hontes de toute l'Histoire de France ». De même, Dominique Schnapper, fille de l'intellectuel français Raymond Aron, écrira « L'épisode des harkis constitue une des pages honteuses de l'histoire de France, comme l'ont été l'instauration du statut des Juifs ou la rafle du Vel d'Hiv ».

## Œuvre
- Victoires sur la nuit mémoires 1940-1946, Flammarion, 1981  (ISBN 2-08-064390-8), prix Général-Muteau de l’Académie française en 1982.

## Décorations et distinctions
- Grand officier de la Légion d'honneur[22],[23]
- Médaille de la Résistance française[23],[24],[25]
- Docteur honoris causa de l'université fédérale de Rio de Janeiro[23]